# Висконсин (река)
Виско́нсин (англ. Wisconsin) — река в США, один из притоков реки Миссисипи, протекает на территории одноимённого штата. Протяжённость русла — около 692 км, это самая длинная река штата. Площадь водосборного бассейна — 31 805 км².

## Этимология
Название реки впервые было записано в 1673 году Жаком Маркеттом как Meskousing, происходило из алгонкинских языков местных индейских племён, первоначальное значение слова точно неизвестно. Французские исследователи, последовавшие за Маркеттом, изменили название на Ouisconsin, именно так река называлась на карте Гийома Делиля (Париж, 1718). В начале XIX века название было упрощено до нынешнего Wisconsin, и уже такое название получила территория Висконсин, а позже и штат Висконсин.

## Течение
Река берёт начало в лесах озерного края на севере штата Висконсин, из озера Lac Vieux Desert возле границы с Мичиганом. Она течёт на юг через ледниковые равнины в центре штата. В южной части штата река столкнулась с конечными моренами, образовавшимися во время последнего ледникового периода, благодаря чему возникло ущелье вдоль русла длиной около 8 км. К северу от Мадисона, около Портиджа, русло поворачивает на запад, протекает через холмистую Западную возвышенность и впадает в Миссисипи примерно в пяти километрах к югу от Прери-ду-Шина.
Река разделяет штат на Западную и Восточную части.

### Паром
На реке имеется паромная переправа из города Мерримак.

## Города на реке
- Боскобел
- Уисконсин-Делс
- Уисконсин-Рапидс
- Пловер
- Портидж
- Сок-Сити
- Стивенс-Пойнт
- Томагавк
- Уосо